# 大臀筋

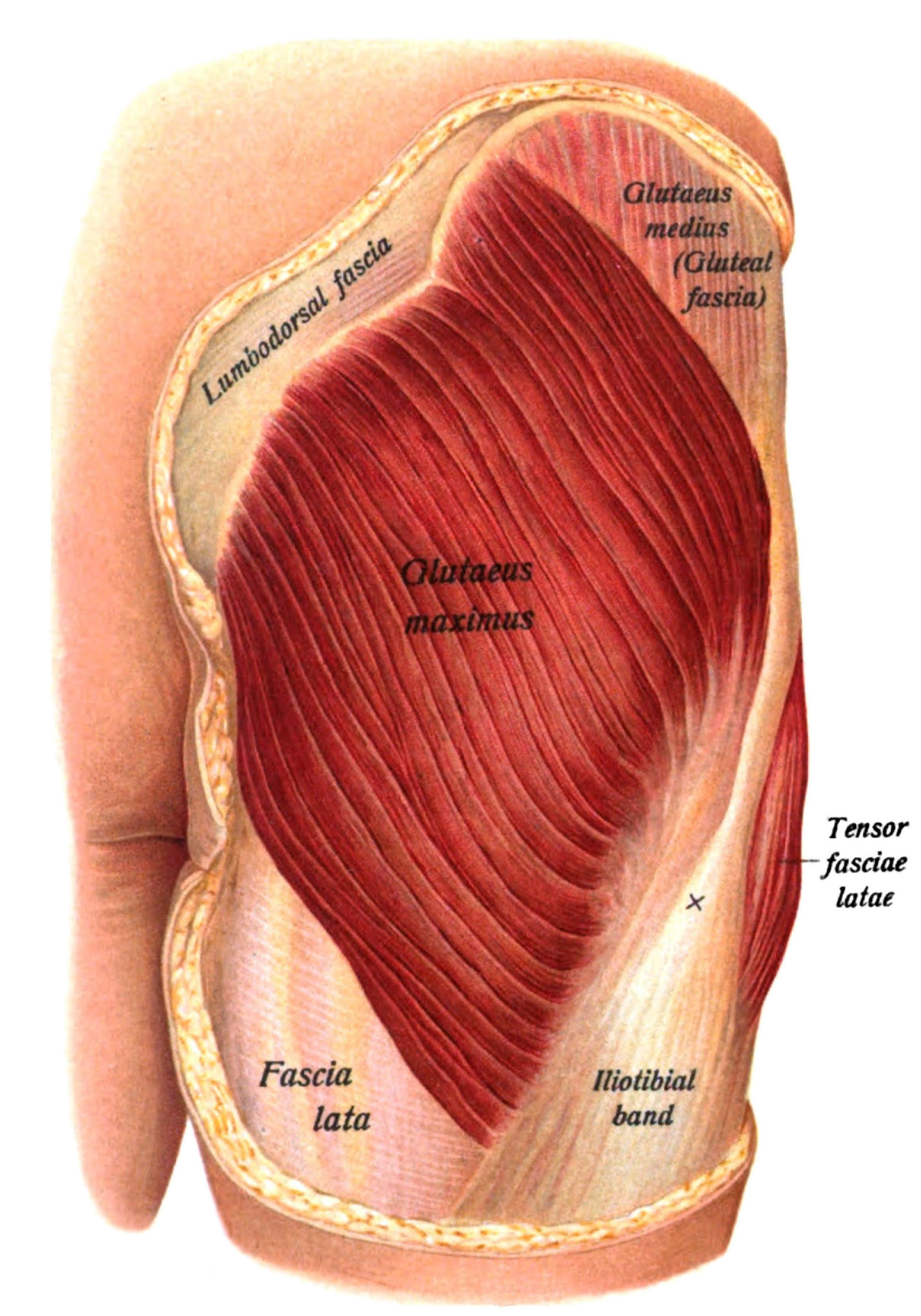

大臀筋（だいでんきん、英語: gluteus maximus muscle）とは、哺乳類の臀部に存在する臀筋のうちの1つで、その名の通り臀筋の中で最大の筋肉である。なお、表皮から見ると大臀筋の下に中臀筋、その下に小臀筋が存在する。ヒトは直立二足歩行をするため、四足歩行のサルなどと比べても大臀筋が発達している。ヒトに臀裂や臀溝が見られる要因の1つである。ヒトでは股関節の伸展や外旋を行う。起始は浅部と深部に分けられる。浅部は腸骨稜、上後腸骨棘、仙骨および尾骨から起こり、深部は後臀筋線の後ろの腸骨翼、仙結節靭帯および中臀筋の筋膜から起始し、上部は腸脛靭帯で終わるが、下部は臀筋粗面で終わる。なお、小臀筋と中臀筋は上臀神経による支配を受けているのに対して、大臀筋は下臀神経による支配を受けている。また、大臀筋の深部には坐骨神経が走行している。ちなみに、臀部への筋肉注射の際は、大臀筋よりも小さな筋肉である中臀筋の限られた位置に行うことが推奨されている。
論文などを確認する限りこの、「大臀筋（だいでんきん）」という漢字が使われることはあまりなく、「大殿筋（だいでんきん）」の方がよく使われている。大殿筋の方を使用する理由はメモをする際に、臀の画数より殿の画数の方が少ないからと言われている。